# Matta al-Maskin
Abuna Matta al-Maskin (arabisch متى المسكين, DMG Mattā al-Maskīn ‚Matthäus der Arme‘), bürgerlich Yussuf Iskander (* 1. November 1919 in Banha; † 8. Juni 2006 in Abu Maqar) war ein koptisch-orthodoxer Mönch, Klostervorsteher und geistlicher Schriftsteller.

## Leben
Yussuf Iskander entstammt christlicher Familie. Nach dem Studium der Pharmazie an der Universität Kairo (Abschluss 1943) wurde er ein geschäftlich erfolgreicher Apotheker im nordägyptischen Damanhur. Tief beeindruckt von der Begegnung mit dem Eritreischen Asketen Abdel Messih el-Habashi († 1973) folgt er 1948 der Berufung zum Mönchtum. Er trat in das Deir (Kloster) Anba Samuel in Mittelägypten ein und nahm den Ordensnamen Matta (Matthäus) an.
Aus gesundheitlichen Gründen wechselte er 1951 in das Syrer-Kloster (Deir al-Surian) im Wadi al-Natrun (antik: Sketis) und wurde dort am 19. März 1951 zum Priester geweiht. Zum Hegumenos ordiniert, wirkte er 1954/56 als Patriarchalvikar in Alexandrien. 1956 kehrte er nach Deir al-Surian, 1959 nach Deir Anba Samuel zurück.
1960 ging er mit elf jungen, akademisch gebildeten Mönchen in die Einsamkeit des Wadi al-Rayan, wo sie ein streng asketisches Leben nach dem Vorbild spätantiker Wüstenmönche führten. Mehrere Jahre lang ist ihr Verhältnis zum Patriarchat gespannt. 1969 entsandte der Koptenpapst Kirellos VI. Matta und seine Mitbrüder in das kirchengeschichtlich bedeutende, inzwischen nur noch von wenigen Mönchen besiedelte Deir Abu Maqar (Makarios-Kloster, benannt nach Makarios der Ägypter). Matta, der sich jetzt al-Maskin („der Arme“) nannte, widmete sich dem Wiederaufbau der Klosteranlage und der Revitalisierung der Mönchsgemeinschaft. Ihre Zahl steigt in den Folgejahren auf rund 130 Mönche an (2006), ausnahmslos alle akademischer Herkunft, die ähnlich neuzeitlichen abendländischen Mönchen ein Leben der Arbeit und des Gebetes führen. Für die wirtschaftliche Grundlage sorgt eine entwickelte Landwirtschaft, für die Verbreitung der zahlreichen geistlichen Schriften des Klostervorstehers eine moderne Druckerpresse.
Unter dem Pontifikat des koptischen Papstes Schenuda III. kam es zu einer offen sichtbaren Entfremdung zwischen Matta al-Maskin und der Kirchenleitung, die jedoch bis zu seinem Tod den formellen Bruch mit dem weltweit bekannten „lebenden Heiligen“ vermied.

## Schriften
Die Erfahrung Gottes im Leben des Gebets. Beuroner Kunstverlag, Beuron 2019, 2. Aufl. 2019, ISBN 978-3-87071-371-3.